# Presidenti del Partito del Lavoro (Paesi Bassi)
Questo è l'elenco dei presidenti del Partito del Lavoro.

## Elenco
| Presidente        | Presidente                     | Mandato                                          |
| ----------------- | ------------------------------ | ------------------------------------------------ |
|                   | Koos Vorrink (1891–1955)       | 9 febbraio 1946 – 23 febbraio 1955               |
|                   | Hein Vos (1903–1972)           | 5 giugno 1953 – 23 febbraio 1955                 |
|                   | Evert Vermeer (1910–1960)      | 23 febbraio 1955 – 30 maggio 1960                |
|                   | Hein Vos (1903–1972)           | 30 maggio 1960 – 24 marzo 1961                   |
|                   | Ko Suurhoff (1905–1967)        | 24 marzo 1961 – 14 aprile 1965                   |
|                   | Sjeng Tans (1912–1993)         | 12 giugno 1965 – 7 marzo 1969                    |
|                   | Anne Vondeling (1916–1979)     | 7 marzo 1969 – 1°maggio 1971                     |
|                   | André van der Louw (1933–2005) | 1 maggio 1971 – 16 novembre 1974                 |
|                   | Ien van den Heuvel (1927–2010) | 16 novembre 1974 – 26 aprile 1979                |
|                   | Max van den Berg (1946)        | 26 aprile 1979 – 1° agosto 1986                  |
|                   | Stan Poppe (1924–2000)         | 1° agosto 1986 – 2 aprile 1987                   |
|                   | Marjanne Sint (1949)           | 2 aprile 1987 – 1° agosto 1991                   |
|                   | Frits Castricum (1947–2011)    | 1° agosto 1991 – 13 marzo 1992                   |
|                   | Felix Rottenberg (1957)        | 13 marzo 1992 – 15 febbraio 1997 (co-presidente) |
|                   | Ruud Vreeman (1947)            | 13 marzo 1992 – 15 febbraio 1997 (co-presidente) |
|                   | Karin Adelmund (1949–2005)     | 15 febbraio 1997 – 3 agosto 1998                 |
|                   | Ruud Vreeman (1947)            | 3 agosto 1998 – 20 febbraio 1999                 |
|                   | Marijke van Hees (1961)        | 20 febbraio 1999 – 5 settembre 2000              |
|                   | Mariëtte Hamer (1958)          | 5 settembre 2000 – 16 marzo 2001                 |
| R.A. (Ruud) Koole | Ruud Koole (1953)              | 16 marzo 2001 – 9 dicembre 2005                  |
|                   | Michiel van Hulten (1969)      | 9 dicembre 2005 – 25 aprile 2007                 |
|                   | Ruud Koole (1953)              | 25 aprile 2007 – 6 ottobre 2007                  |
|                   | Lilianne Ploumen (1962)        | 6 ottobre 2007 – 22 gennaio 2012                 |
|                   | Hans Spekman (1966)            | 22 gennaio 2012 – 7 ottobre 2017                 |
|                   | Nelleke Vedelaar (1977)        | 7 ottobre 2017 – 1° ottobre 2021                 |
|                   | Esther-Mirjam Sent (1967)      | 1° ottobre 2021 – in carica                      |